# Canarium pseudopimela
Canarium pseudopimela là một loài thực vật có hoa trong họ Burseraceae. Loài này được Kochummen mô tả khoa học đầu tiên năm 1994.